# Ami Warning

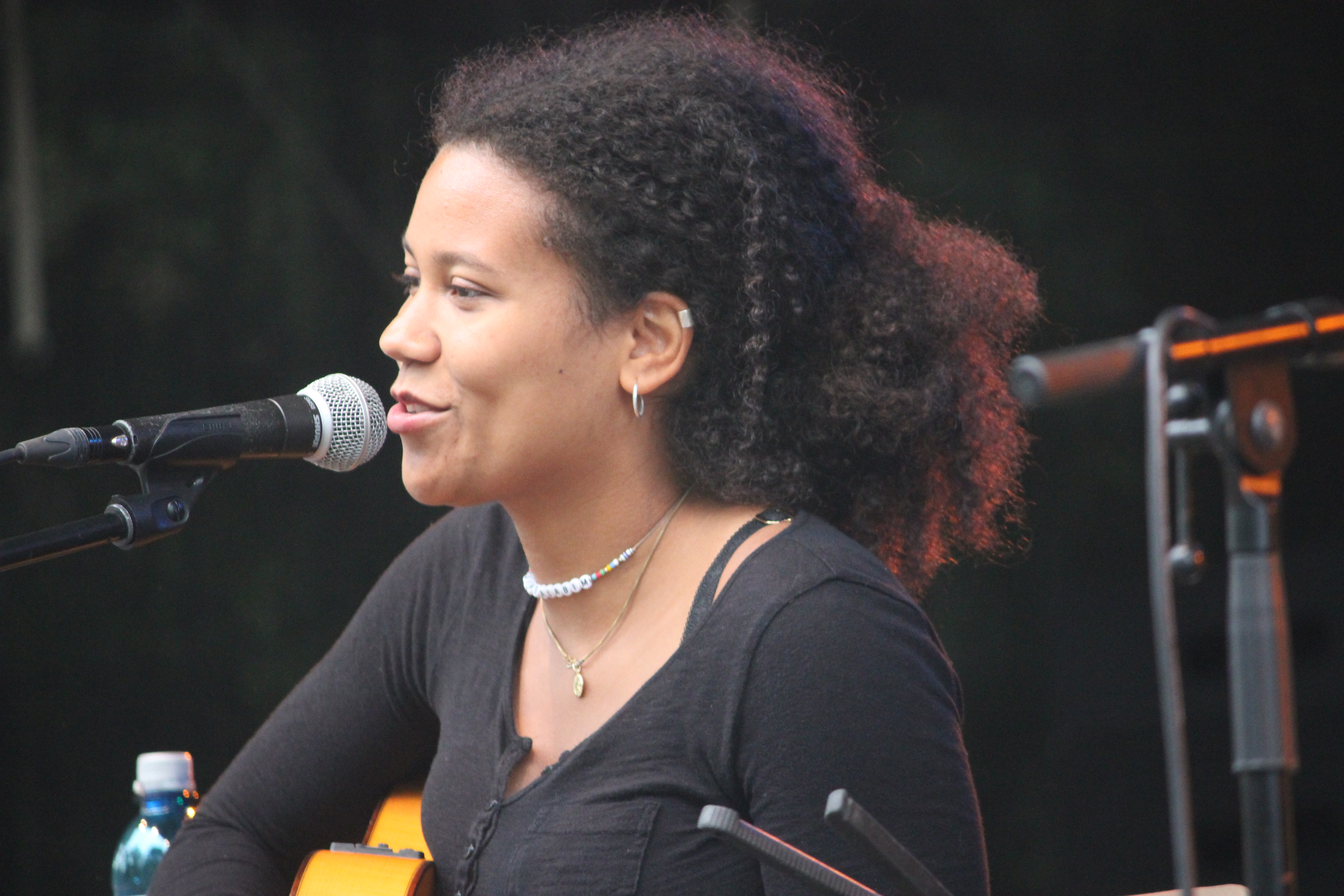
Ami Warning (2022)

Ami Warning (* 1996 als Amira Warning in München) ist eine deutsche Singer-Songwriterin, Pop-, Soul- und Reggaesängerin.

## Leben
Ami Warning ist Tochter des aus Aruba stammenden Roots-Reggae-, Ragga-, Latin-Musikers Wally Warning. Sie brachte sich autodidaktisch das Gitarrespielen bei. 

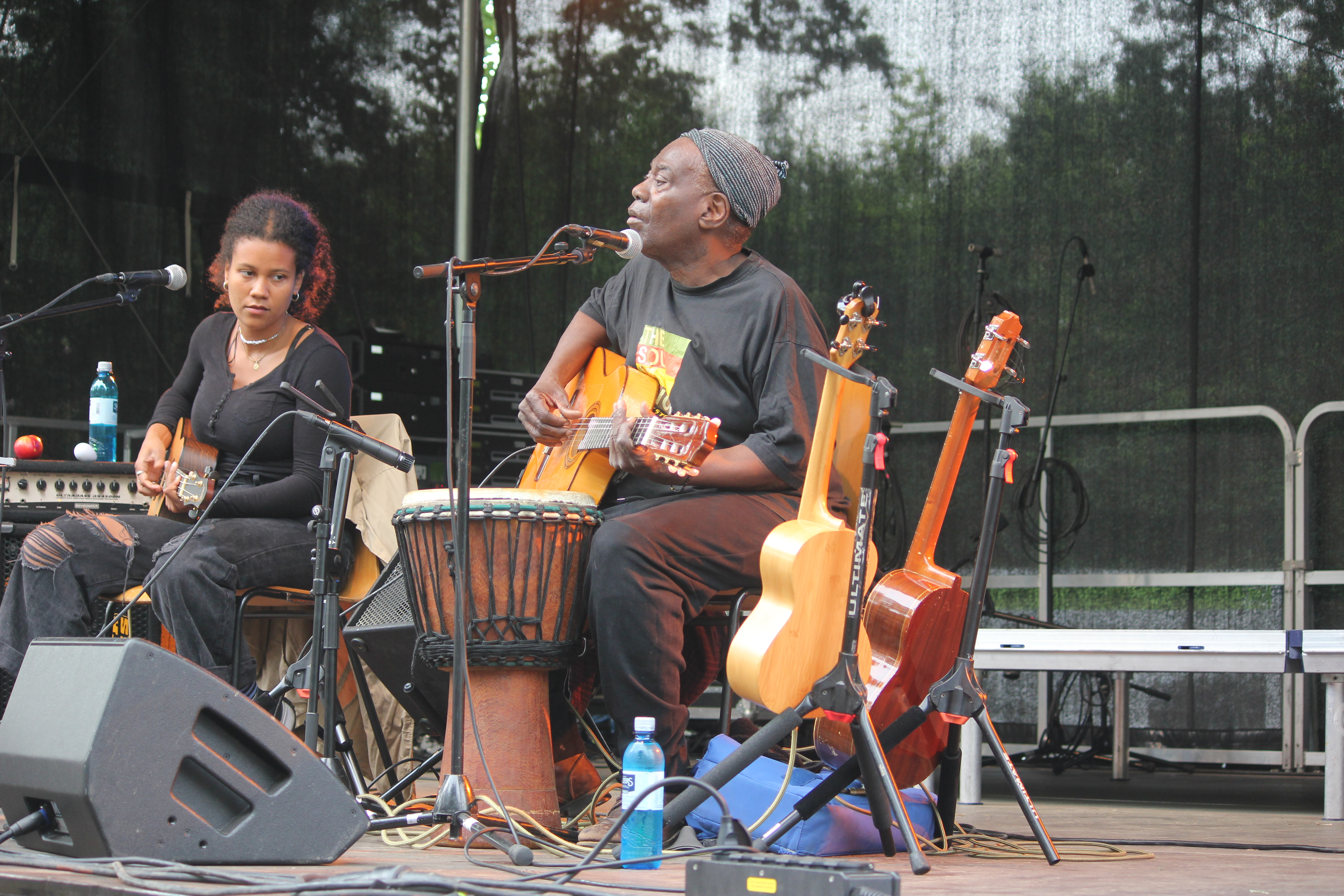
Ami und Wally Warning, Open Ohr Festival 2022

In jungen Jahren begann Ami Warning als Bassistin in der Band ihres Vaters zu spielen, mit der sie später auch gemeinsam auf der Bühne stand. Bis heute treten die beiden mit dem Projekt Amiwa – Two Generations auch gemeinsam auf.
Mit 16 Jahren schrieb sie erste eigene Songtexte – zunächst nur auf Englisch – und hatte die ersten Auftritte als Sängerin in der Big Band ihrer Schule. 2014 veröffentlichte sie das erste Album Part of me. Auch das Album Seasons schrieb und produzierte Ami Warning gemeinsam mit ihrem Vater.
2014 trat die Sängerin beim Heimatsound-Festival im Passionstheater Oberammergau auf. 2016 nahm sie am Newcomer-Format Startrampe des Bayerischen Rundfunks teil. Hier spielte sie auch zum ersten Mal einen ihrer deutschen Songs live.
Im Januar 2022 startete sie für das Goethe-Institut eine Frankreich-Tournee, bei der sie zusätzlich in jeder Stadt einen Workshop leitete, um Jugendlichen das Thema Songwriting näher zu bringen.
2022 gewann sie den Nachwuchspreis des Deutschen Musikautorenpreises.

## Trivia
Neben der Musik betrieb Ami Warning seit 2020 gemeinsam mit ihrer Mutter einen Kiosk.

## Diskografie
Alben
- 2014: Part of Me (Capriola)
- 2016: Seasons (Capriola)
- 2019: Momentan (Blankomusik/Sony)
- 2022: Kurz vorm Ende der Welt
- 2024: Auszeit

Singles
- 2016: Jungle
- 2016: I´m not worth it
- 2019: Vielleicht lieber morgen
- 2021: Blaue Augen
- 2021: Simsalabim
- 2021: Hallo Kinder

## Auszeichnungen
- 2022: Deutscher Musikautorenpreis in der Kategorie Nachwuchspreis (Sparte U)